# Laggania
Laggania és un gènere extint de lobòpodes prehistòrics que visqueren al Cambrià. Podria estar relacionat amb els onicòfors.